# Maaike De Vreese
Maaike De Vreese (Brugge, 26 juli 1984) is een Belgisch Vlaams-nationalistisch politica voor de N-VA.

## Levensloop
De Vreese behaalde in 2006 een master criminologie aan de Universiteit Gent. Van 2007 tot 2008 was ze uitzendconsulente bij Accent. In 2008 ging ze als attaché werken bij de Dienst Vreemdelingenzaken. Als criminologe adviseerde ze politie en inspectiediensten tijdens operationele acties ter voorkoming en registratie van illegale tewerkstelling, mensenhandel en mensensmokkel. 
In 2014 werd ze gedetacheerd naar het kabinet van staatssecretaris voor Asiel en Migratie Theo Francken. Daar nam ze de functies op van veiligheidsadviseur en stafmedewerker voor de aanpak van transitmigranten. Nadat de N-VA in december 2018 de federale regering-Michel I verliet uit onvrede met het VN-Migratiepact en Francken bijgevolg ontslag nam, keerde ze terug naar de Dienst Vreemdelingenzaken, als adviseur op de beleidscel.
De Vreese werd bij de verkiezingen van 26 mei 2019 vanop de tweede plaats verkozen als Vlaams Parlementslid op de lijst van de N-VA in de Kieskring West-Vlaanderen met 14.810 voorkeurstemmen. Om dit mandaat op te nemen, nam ze politiek verlof op als ambtenaar. Ook werd ze als deelstaatsenator naar de Senaat gestuurd. Als Vlaams Parlementslid werd ze vast lid van de commissies Algemeen Beleid, Financiën, Begroting en Justitie en Binnenlands Bestuur, Gelijke Kansen en Inburgering en legde ze zich toe op integratie en inburgering, arbeidsmigratie, transmigratie, lokale economie en de Haven van Zeebrugge. Ze bleef Vlaams Parlementslid en senator tot in juni 2024.
Ze was in 2021 en 2022 kandidaat-ondervoorzitter van de N-VA en werd daarbij gesteund door Theo Francken. Ze haalde het niet, de partijraad koos Steven Vandeput en later Lieve Truyman als ondervoorzitters in opvolging van Lorin Parys en Valerie Van Peel.
Bij de federale verkiezingen van juni 2024 kreeg De Vreese de tweede plaats op de N-VA-lijst in West-Vlaanderen en werd ze met 18.512 voorkeurstemmen verkozen in de Kamer van volksvertegenwoordigers. In de Kamer werd ze ondervoorzitter van de commissie Binnenlandse Zaken, Veiligheid, Migratie en Bestuurszaken en vast lid van de commissie Energie, Leefmilieu en Klimaat. Ze ging zich voornamelijk toeleggen op asiel en migratie en inburgering.
Voor de gemeenteraadsverkiezingen van oktober 2024 werd ze door haar partij aangeduid als lijsttrekker in Brugge. Zodoende werd De Vreese verkozen tot gemeenteraadslid van Brugge, een functie die ze sinds december 2024 uitoefent.
Op 24 mei 2025 werd Maaike De Vreese samen met Frieda Gijbels verkozen tot nationaal ondervoorzitter van de N-VA, onder voorzitter Valerie Van Peel.

## Persoonlijk
De Vreese woont in Sint-Michiels. Ze is moeder van een dochter.